# Es Senia
Es Senia è un comune dell'Algeria, situato nella provincia di Orano.